# Tohuwabohu
Tohuwabohu ist ein Lehnwort aus dem Hebräischen. Es bezeichnet ein heilloses Durcheinander und wird modernisiert mit „Chaos“ übersetzt.

## Etymologie
Tohuwabohu geht auf das hebräische תֹּהוּ וָבֹהוּ tōhū wā-ḇōhū zurück, das in der Bibel an zwei Stellen vorkommt. תֹּהוּ tōhū bedeutet „Leere“, „Öde“, „Chaos“, בּהוּ bōhū „Leere“, „Einöde“, „Chaos“, „ungeordnet Sein“. Im Hendiadyoin verbunden bezeichnet תֹּהוּ וָבֹהוּ tōhū wā-ḇōhū das urzeitliche Chaos vor der Schöpfung und ist als extreme Steigerung des Wortes תֹּהוּ tōhū zu verstehen. Die hebräische Wendung bildet zudem ein Homoioteleuton.

### Übersetzungen
Die verschiedenen Bibelübersetzungen geben die Wendung תֹּהוּ וָבֹהוּ tōhū wā-ḇōhū auf verschiedene Weisen wieder.
- „wüst und leer“: Lutherbibel, Elberfelder Bibel, Schlachter 2000, BasisBibel
- „wüst und wirr“: Einheitsübersetzung
- „wüst und unvollständig“: Neues Leben Bibel (Jer 4,23)
- „wüstes Chaos“: Gute Nachricht Bibel (Jer 4,23)
- „wüst und öde“: Zürcher Bibel, Neues Leben Bibel (Gen 1,2), Menge-Bibel (Jer 4,23)
- „Wüstenei und Öde“: Menge-Bibel (Gen 1,2)
- „leer und öde“: Gute Nachricht Bibel (Gen 1,2)
- „leer und ungestaltet“: Hoffnung für alle (Gen 1,2)
- „leer und ohne Leben“: Hoffnung für alle (Jer 4,23)
- „formlos und leer“: Neue evangelistische Übersetzung
- „Irrsal und Wirrsal“: Die Schrift[7]

## Biblischer Befund
Zu Beginn des ersten Schöpfungsberichtes in der Genesis heißt es: „Die Erde war wüst und wirr und Finsternis lag über der Urflut und Gottes Geist schwebte über dem Wasser.“ (Gen 1,2 ). Da bereits in V. 1 berichtet wird, dass Gott die Erde schuf, sahen ältere Auslegungen hier einen Beweis für die creatio ex nihilo: Gott habe aus dem Nichts das תֹּהוּ וָבֹהוּ tōhū wā-ḇōhū geschaffen, um es dann zu ordnen. Diese Vorstellung ist aufzugeben. Heute gilt als Konsens, dass das תֹּהוּ וָבֹהוּ tōhū wā-ḇōhū eine vorgegebene Größe war, an der Gott erschaffend handelte.
In Jer 4,19–31  klagt der Prophet über Gottes umfassendes Gericht. In Jer 4,23  heißt es: „Ich schaute die Erde und siehe: Sie war wüst und wirr. / Ich schaute zum Himmel: Er war ohne sein Licht.“ Gottes Gericht beschränkt sich hier nicht auf sein Volk, sondern bezieht die ganze Welt mit ein. Der Prophet fühlt sich in die Zeit vor der Schöpfung zurückversetzt. Das urzeitliche Chaos ist durch die Sünde des Gottesvolkes wieder da.

## Der Begriff in der lurianischen Kabbala
Die „Welt des Chaos“ (hebräisch עוֹלָם הַתֹּהוּ Olam ha-Tohu) ist ein zentraler Begriff in der lurianischen Kabbala. Sie beschreibt den „Zustand vor der Schöpfung“ der geordneten Welt. Der Begriff ist zentral in der Theorie der Schöpfung und der kosmischen Ordnung nach Isaac Luria.
Bedeutung der „Welt des Chaos“ (Olam ha-Tohu) ist ein kosmisches Chaos, denn die ursprüngliche, unstrukturierte Welt, die vor der Schöpfung der geordneten Welt existierte, stellte einen Zustand von Unordnung und Potenzial dar, in dem das „göttliche Licht“ oder „göttliche Energie oder Licht“ (hebräisch אור or) noch nicht in die geordnete Struktur der Welten kanalisiert wurde. Es wird als ein Zustand von „Tohu“ beschrieben, was mit Chaos, Leere oder Wüste übersetzt wird. 
Die Schöpfung und der Tzimtzum stehen in engem Zusammenhang und bilden das Zentrum in den lurianischen Lehren. Luria beschreibt, dass Gott sich zurückzog (Tzimtzum), um Raum für die Schöpfung zu schaffen. Dieser „leere Raum“ war die Grundlage für die Entstehung der Welt, und die Welt des Chaos war ein Ergebnis dieses Rückzugs. Sie ist ein Zustand des Potentials, in dem sich die göttliche Ausstrahlung (das Licht) noch nicht in eine klare und stabile Struktur manifestiert hat.
Die „zerbrochenen Gefäße“ und das Chaos, die Welt des Chaos wird auch mit der „Zerbrechung der Gefäße“ (hebräisch שבירת הכלים Shevirat ha-Kelim) verbunden. Als Gott das göttliche Licht in die Welt ausstrahlte, waren die ursprünglichen Gefäße, die die göttliche Energie empfangen sollten, nicht in der Lage, das hohe Maß an Licht zu halten und zerbrachen. Das resultierende Chaos, die zerbrochenen Gefäße, und das verstreute Licht bildeten das „Chaos“ in der Welt. Diese Trümmer müssen in der Welt des Tikun (der Wiederherstellung) wieder gesammelt und in die Ordnung zurückgeführt werden.
Die „Welt des Chaos“ wird in der Kabbala als eine Zwischenstufe betrachtet – sie ist weder die ursprüngliche göttliche Welt noch die vollständig restaurierte und geordnete Welt. Sie ist ein notwendiger Schritt im Schöpfungsprozess, der, trotz seines chaotischen Charakters, als unentbehrlich für die Entwicklung und die spätere Ordnung der Schöpfung angesehen wird.

## Heutige Verwendung
Im heutigen Sprachgebrauch hat das Tohuwabohu den urzeitlichen Charakter verloren. Es bezeichnet ein „völliges Durcheinander“; „Wirrwarr“, „Chaos“.